# 南ショコラ
南 ショコラ（みなみ しょこら）は日本のAV女優である。

## 概要
イズムのアダルトビデオに出演していた。
五反田発ぽっちゃり・巨乳・爆乳専門店 【きゃんでぃドロップス】に出勤している。

## アダルトビデオ
全作品、イズムより発売。
2010年
- 黒巨ギャルの淫虐リンチ（2010年9月24日、イズム、ICD-131）

2011年
- 満肉ボディ学園（2011年4月25日、イズム、ICD-149）

2012年
- 超肉弾アマゾネス（2012年8月24日、イズム、ICD-196）

2013年
- 超威圧肉弾レディ 〜顔犯〜（2013年2月22日、イズム、ICD-212）

2014年
- 褐色ムチボディ! 威圧系イメクラ(2014年8月29日、ICD-260)

2016年
- 褐色フェ痴ボディ淫虐グラマラス 南ショコラ (2016年1月25日、イズム、ICD-285)

- 褐色ドミナの男虐ドキュメント 南ショコラ (2016年12月21日、イズム、ICD-306)

2017年
- 褐色QUEENの聖水○力 南ショコラ (2017年12月19日、イズム、ICD-329)

2018年
- 暴虐ミストレス 南ショコラ (2018年12月21日、イズム、ICD-352、シリーズ:痴女男虐)

2019年
- 褐色の巨尻痴女がお邪魔します 南ショコラ (2019年12月23日、イズム、ICD-377)

2020年
- 褐色女王痴 南ショコラ(2020年12月21日、ICD-0400)

2022年
- 風呂でザッバーン！PART2 (2022年1月12日)